# Katie Kibuka
Katolini Esita Ndagire Kibuka, được gọi là Katie Kibuka (1922 - 12 Tháng 5 năm 1985) là một nhà hoạt động người Uganda trong thời kỳ thuộc địa. Katie Kibuka ủng hộ quyền của phụ nữ, đồng thời duy trì niềm đam mê với trẻ em.

## Đời sống
Sinh ra trong một gia đình Kitô giáo, vốn rất chú trọng đến giáo dục, Katie, một người tộc Gamba, học trường trung học Gayaza, sau đó dạy môn kinh tế gia đình ở đó. Sau khi đến Hoa Kỳ để nghiên cứu hoạt động của Hiệp hội Kitô giáo cho Phụ nữ trẻ, cô là một trong những người sáng lập ra chương của người Uganda và tham gia tích cực với cả Hội các bà mẹ và Hội đồng phụ nữ ở Uganda. Hội các bà mẹ là một phong trào phấn đấu để giúp đỡ các gia đình có nhu cầu. YWCA được thành lập vào năm 1855 và là một phong trào xã hội liên quan đến những nội dung như quyền công dân và tự do của phụ nữ. Katie là một chủ tịch có ảnh hưởng của tổ chức quan trọng. Khi chồng cô nghỉ hưu, hai vợ chồng chuyển đến Nangabo, một tiểu quận ở Uganda. Ở đó, cô thành lập Trung tâm Nangabo như một nơi gặp gỡ cộng đồng cho những người có nhu cầu. Trung tâm đã hỗ trợ và khuyến khích giáo dục các bé gái và Katie cũng điều hành một trường mầm non. Katie cảm thấy trẻ em là nguồn cảm hứng cho cô, vì cô có bốn đứa con của riêng mình. Katie cũng từng là thông dịch viên cho Mary Ainsworth trong thời gian làm việc với các bà mẹ ở Uganda. Mary Ainsworth là một nhà tâm lý học phát triển ở Uganda. Katie có một niềm đam mê mãnh liệt đối với trẻ em, điều này đã khiến cô trở thành người sáng lập một tổ chức chăm sóc trẻ em tại nhà. Với sự giúp đỡ của người chồng hỗ trợ, cô đã thành lập trường mầm non đầu tiên dành cho trẻ em châu Phi ở Uganda. Cô là một thành viên có ích cho xã hội và tích cực tham gia vào nhà thờ của mình. Cô đã tham gia vào một số tổ chức trong nhà thờ của mình bằng cách giúp đỡ những người có nhu cầu. Bà là thành viên của Ủy ban tỉnh của Giáo hội Uganda và Hội đồng truyền giáo của Giáo hội Anh. Katie đã qua đời vào ngày 12 tháng 5 năm 1985 sau khi sống một cuộc đời đáng chú ý và mãn nguyện khi phục vụ người khác.